# Lorenzo Bucci

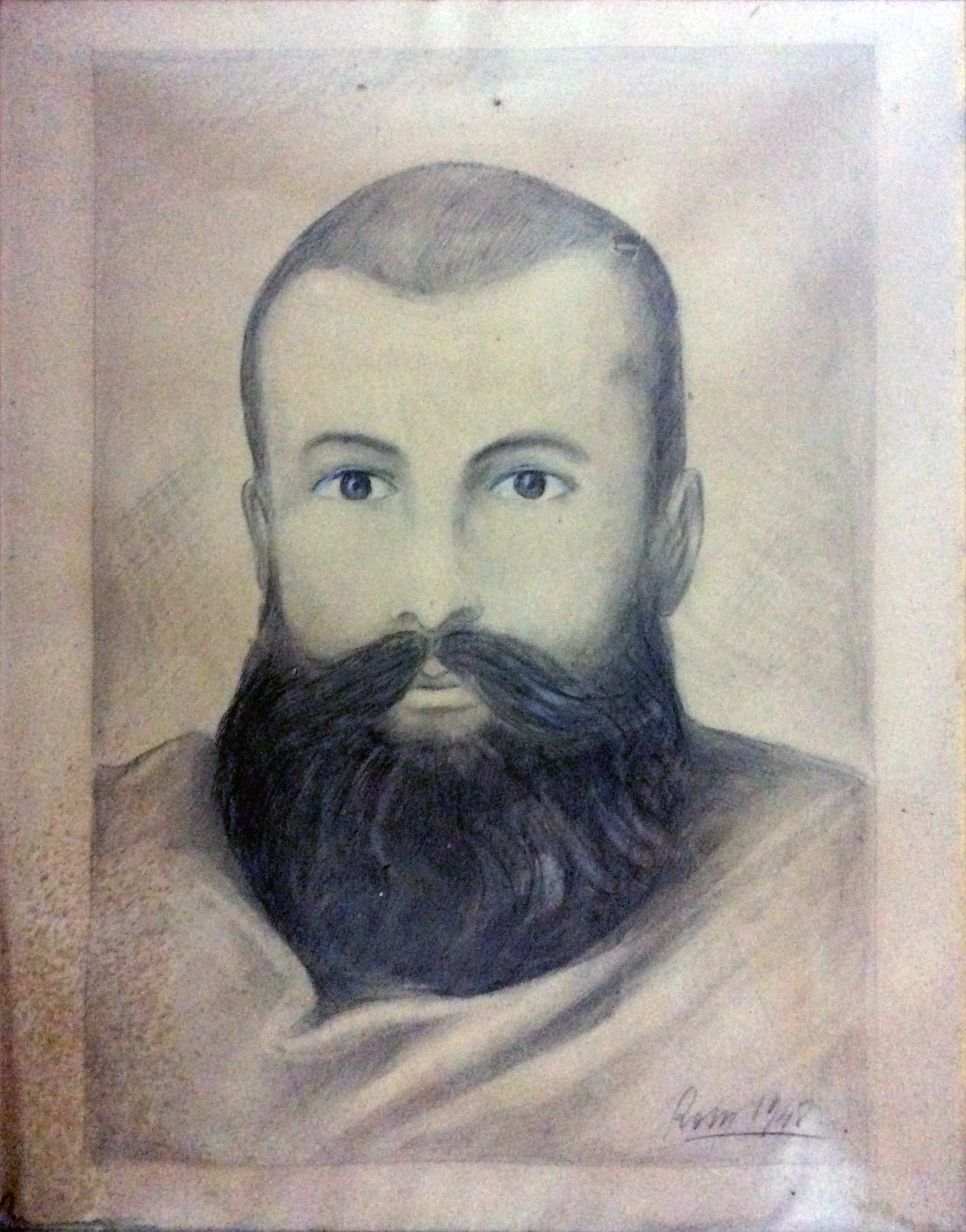
Lorenzo Bucci in un quadro del 1948

Conte Lorenzo Bucci (Montecarotto, 23 giugno 1819 – Roma, 27 giugno 1849) è stato un patriota italiano.

## Biografia
Discendente dell'antica dinastia dei Conti Atti originaria di Sassoferrato, rimane attratto in età giovanile dalle idee giacobine. Primo erede maschio alla titolarità comitale, perde il padre a soli 5 anni di età. Sposa il 16 aprile 1842 la ricca ereditiera Celestina Aria di Bologna e si trasferisce ad Ancona. 
Nonostante un matrimonio economicamente vantaggioso, il buco debitorio accumulato negli anni lo obbligano il 10 marzo 1846 ad assumere la titolarità di un negozio di seterie in via della Loggia. Stringe amicizia con il patriota Antonio Giannelli che lo introduce negli ambienti carbonari della città. I due assumono la guida di una setta segreta dalle sfumature mazziniane, votata alla preparazione di un piano insurrezionale per l'abbattimento del governo di Gregorio XVI. 
La strategia dell'organizzazione confida sulla fedeltà della parte più umile e disprezzata dell'esercito, la gendarmeria - acquisita anche mediante azioni corruttive, probabilmente architettate e direttamente condotte dallo stesso Bucci che dispone, diversamente da Giannelli, di cospicue somme di denaro forse sottratte al patrimonio familiare, aggravando con ciò la sua situazione debitoria. Ma la reazione pontificia giunge in anticipo, con arresti efficaci tra aprile e maggio del 1846. Arrestato dai carabinieri il 28 maggio e rinchiuso nelle carceri di Treia, viene sottoposto a un duro interrogatorio da parte del commissario-giudice Pietro Piselli. 
Mentre si diffonde il sospetto che l’organizzazione segreta sia stata vittima di un tradimento interno – i timori maggiori cadono su Giannelli –, giunge l'amnistia di Pio IX il 16 luglio 1846 che interrompe l'iter processuale a danno dei settari. Restituito alla libertà, diviene ufficiale delle guardie civiche di Ancona e di Montecarotto, desideroso di assumere il duplice ruolo politico e militare, secondo il principio liberale e riformista del cittadino-soldato. Ma il ritiro delle truppe pontificie dalla guerra contro l'Austria deciso da Pio IX con l'allocuzione il 29 aprile 1848 convince Bucci a riprendere in mano la causa repubblicana italiana contro gli occupanti stranieri.

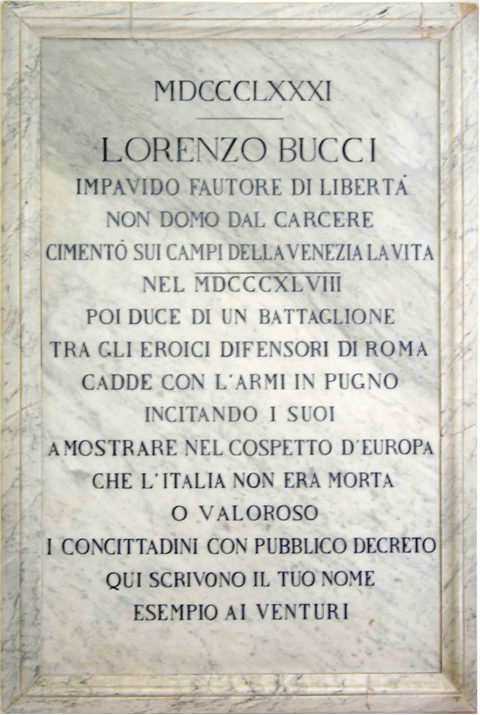
Lapide murata all'ingresso del Municipio di Montecarotto nel 1881

Le prediche di Ugo Bassi ad Ancona lo spingono ad armare una compagnia da dirigere sui campi del Veneto, combattendo a Badia, Vicenza, Mestre e Treviso. Sempre più stretto dai debiti, decide di disfarsi di tutti i suoi beni.
Fa nuovamente ritorno in Veneto e dopo la battaglia di Mestre (27 ottobre 1848) resta fino ai primi di febbraio dell'anno seguente con i suoi uomini sul confine settentrionale dello Stato romano. 
Arruolatosi nella «Legione Italiana» di Garibaldi, si aggrega alle forze guidate da Pietro Roselli in guerra nell'Ascolano contro la rivolta sanfedista avversaria della neonata Repubblica Romana. Lo sbarco delle truppe francesi a Civitavecchia il 25 aprile 1849 lo costringe a lasciare la crisi ascolana in favore della difesa di Roma dall'assalto dell'esercito di Luigi Napoleone Bonaparte. 
Dopo la battaglia di Velletri il 19 maggio 1849, sposta la sua Compagnia a Porta San Pancrazio, sul colle gianicolense. Nella battaglia del 3 giugno 1849 a Villa Pamphili, cade a terra colpito da fuoco nemico alla coscia destra. Ricoverato al Santo Spirito gli viene amputato l'arto inferiore, accrescendo con ciò il pericolo di nuove infezioni. 
Il 6 giugno 1849 Garibaldi lo decora con il grado di maggiore e nove giorni dopo riceve in ospedale la visita di due triumviri mentre il comando delle truppe passa al tenente Francesco Negozi. 
Muore il 27 giugno 1849, a poche settimane dalla nascita del suo quarto figlio, Lorenzo Bucci Casari (vedi Sindaci di Ancona). Viene successivamente tumulato nel Mausoleo Ossario Gianicolense nella località Colle dei Pini, insieme agli eroi della difesa di Roma.
Nel 1946, la giunta di Montecarotto guidata da Felice Mingo dedica a "Lorenzo Bucci" la neonata Scuola media comunale (dal 1959 scuola statale). L'intitolazione passa nel 1978 al filosofo Gallo Galli.